# پیمانه‌ای بودن ذهن
پیمانه‌ای بودنِ ذهن مدولار بودن ذهن ایده‌ای است که می‌گوید، ذهنِ انسان برخلافِ تصورِ رایج، یک سیستمِ کاملاً یکپارچه نیست، بلکه مجموعه‌ای است از بخش‌هایی مجزا و جدا از هم که با نامِ پیمانه شناخته می‌شوند و ارتباطِ بینِ این پیمانه‌ها با یکدیگر، با محدودیت‌هایی مواجه است، محدودیت‌هایی بیشتر از آن چیزی که در نگاهِ اول ممکن است به نظر آید. ایدهٔ ذهنِ پیمانه‌ای نخستین بار در سالِ ۱۹۸۳ توسطِ جری فودور و تحتِ تاثیرِ ایده‌هایِ نوآم چامسکی مطرح شد و تأثیر بسیار ژرفی در علوم شناختی دورانِ معاصر داشته‌است.

## ساختار ذهن
ذهنِ انسان از دستگاه‌هایِ شناختیِ مختلفی تشکیل شده‌است. بعضی از این دستگاه‌ها، وظیفهٔ پردازشِ اطلاعاتِ بیرونی را برعهده دارند؛ مثلاً دستگاهِ بینایی یکی از این دستگاه‌ها است که با توجه به طولِ موج‌هایی که از محیطِ اطراف به آن رسیده، نقاشیِ رویِ دیوار را تشخیص می‌دهد یا دستگاهِ شنوایی، دستگاهی دیگر است که با توجه به نوعِ نوسان‌هایِ هوایِ رسیده به گوش، صداها را تشخیص می‌دهد.
برخی دیگر از این دستگاه‌ها، در سطحی انتزاعی‌تر عمل می‌کنند؛ مثلاً دستگاهِ زبان، وظیفهٔ این را برعهده دارد که صداهایی را که دستگاهِ شنوایی تشخیص داده، از لحاظِ گرامری و معنایی بررسی کند و در نهایت معنایِ جمله‌ای را که به فرد گفته شده، از دلِ آن استخراج کند. برخی از این دستگاه‌هایِ شناختیِ تشکیلِ یک پیمانهٔ فودوری را می‌دهند و برخی از آن‌ها تشکیلِ پیمانهٔ فودوری نمی‌دهند.